# Chicas
Chicas (Ragazze in lingua spagnola) è stato un programma televisivo italiano sulla moda ed il lifestyle, andato in onda sulla rete satellitare Fox Life tra il 2005 e il 2006.
L'autrice del programma è Francesca Fogar mentre la conduttrice è Ambra Angiolini.
Il programma al suo interno presenta tre rubriche curate rispettivamente da Max & Pier, Giusi Ferré e Marco Pesatori.